# Sádlo

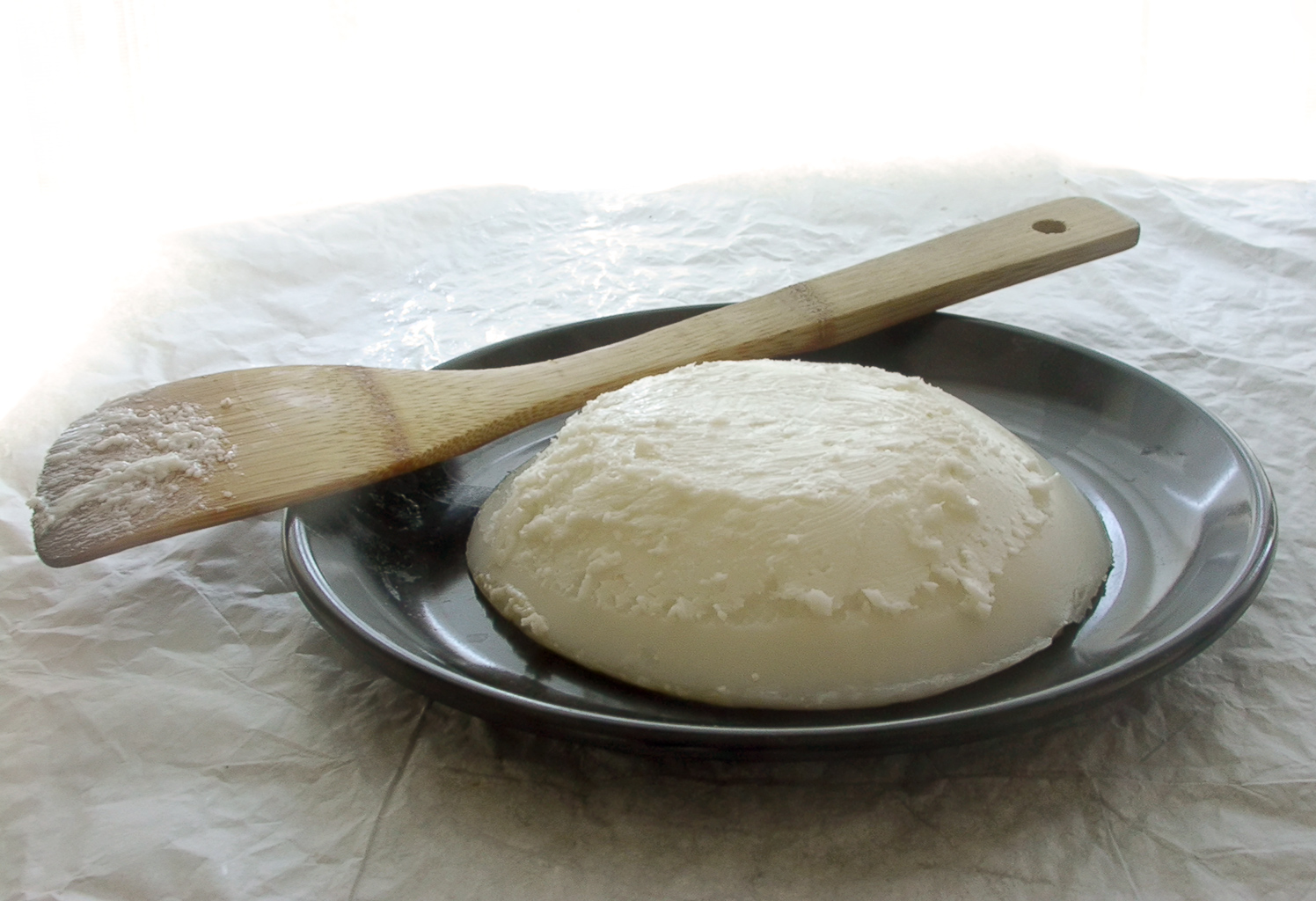
Domácí vepřové sádlo

Sádlo je živočišný tuk, který se nejčastěji získává z prasat, ale běžné je i husí, kachní, atd. Sádlo se běžně používá v mnoha kuchyních na vaření, smažení, ale i na studenou kuchyni. Jeho použití v současné době ale klesá. Vepřové sádlo se také stále běžně používá k výrobě mýdla či mastí.

## Výživová kvalita

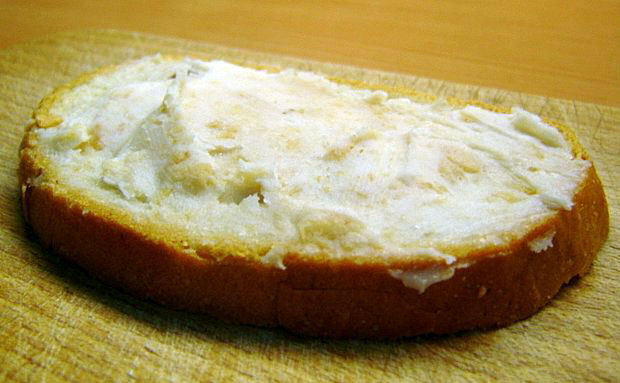
Osolený chléb se sádlem, často se podává sypaný nadrobno nakrájenou cibulí či s rozmačkaným česnekem

Sádlo je velmi kalorické (vepřové přes 3 600 kJ (860 kcal)/100 g (268kJ (64 kcal) na polévkovou lžíci) a je složeno převážně z tuků (99 %), z toho okolo 40 % nasycených mastných kyselin, a obsahuje pouze malé množství transmastných kyselin (pod 2 %). Nové poznatky nepotvrdily, že sádlo v organismu zvyšuje cholesterol, a působí tak srdeční a cévní onemocnění – tento efekt je nyní dáván za vinu nadměrné produkci inzulinu vlivem vysokého obsahu cukrů v moderní stravě. Sádlo tedy mohou jíst v rozumné míře ti, kteří mají zájem o pravidelný každodenní fyzický pohyb, jako je svižná chůze, běh, kolo apod.

## Výroba a skladování sádla

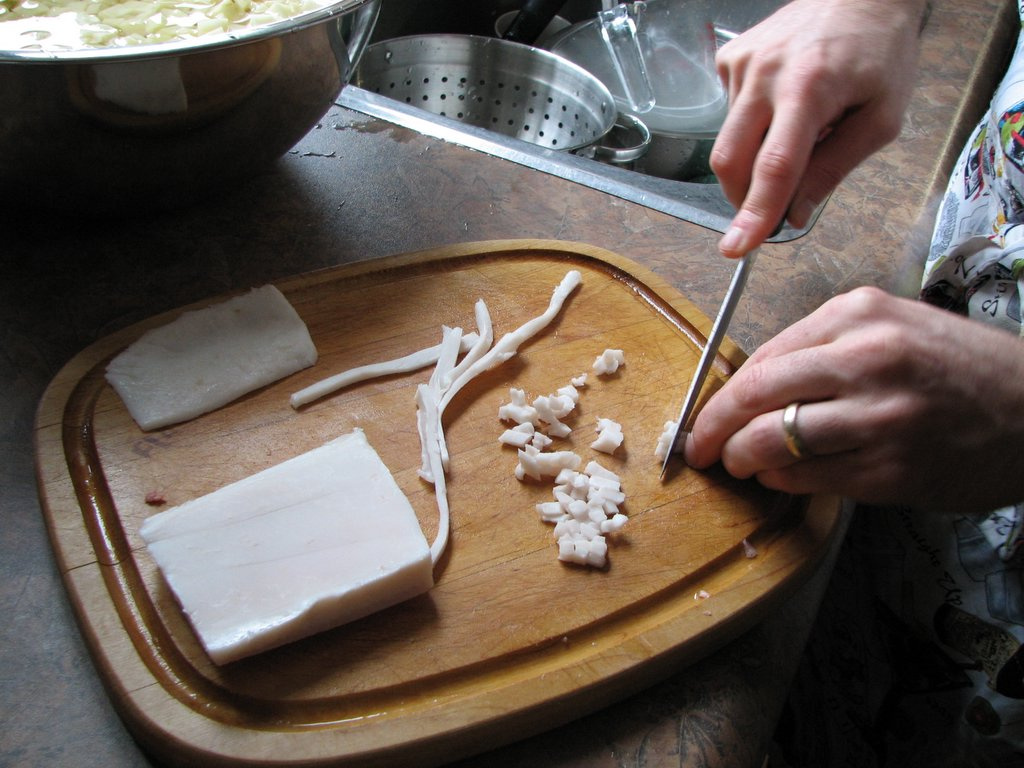
Nevyškvařené vepřové sádlo

Při domácí přípravě sádla se nevyškvařená surovina nakrájí na malé kostky, aby se z ní tuk snáze dostával, a na slabém plameni se pomalu zahřívá, až vypustí všechnu nazlátlou šťávu. Tekutý tuk se zcedí od zbylých kousků (škvarků) a nechá se vychladnout. Někdy se před dokončením přidává jen na prst mléka kvůli lepší barvě a křupavosti škvarků. Je ale potřeba být obezřetný: pokud je přidaného mléka příliš, rozpálené sádlo může vypěnit, celé se vylít z hrnce a může tak dojít i k vážnému popálení. Obvykle se domácí sádlo slévá do sklenic, které se ihned dostatečně důkladně uzavřou a otočí dnem vzhůru a horkem se tak prostředí uvnitř samo sterilizuje. Po částečném zchladnutí se ještě za tekutého stavu sklenice převrátí opatrně bez nárazů zpátky a sádlo se nechá dochladnout do pevné bílé podoby. Pak je sádlo připraveno na dlouhodobější skladování např. ve spíži. Někdy se pro chuť v sádle nechává i část škvarků, pak se nazývá škvarkové sádlo.
Kulinářské vlastnosti vepřového sádla se liší v závislosti na části zvířete, z níž byl tuk získán:
- řemenové sádlo – z podkožního tuku kromě laloku
- plstní (také „plsní“) sádlo – sádlo z tzv. „plsti“ tj. tuku uloženého v břišní dutině pod hřbetem (okolo ledvin)
- střevní sádlo – sádlo z tukových chuchvalců mezi střevy s charakteristickým pachem
- lalokové sádlo – sádlo z laloku s charakteristickým pachem 
Lalokové sádlo ani střevní sádlo se nemíchá s ostatním sádlem pro svůj charakteristický (ne každému příjemný) pach. Tato sádla mají také horší skladovatelnost, a proto se používají k vaření, nebo už jako surovina k přípravě zabíjačkových specialit (prejt, jitrnice, tlačenka, ovar, zabijačková polévka).

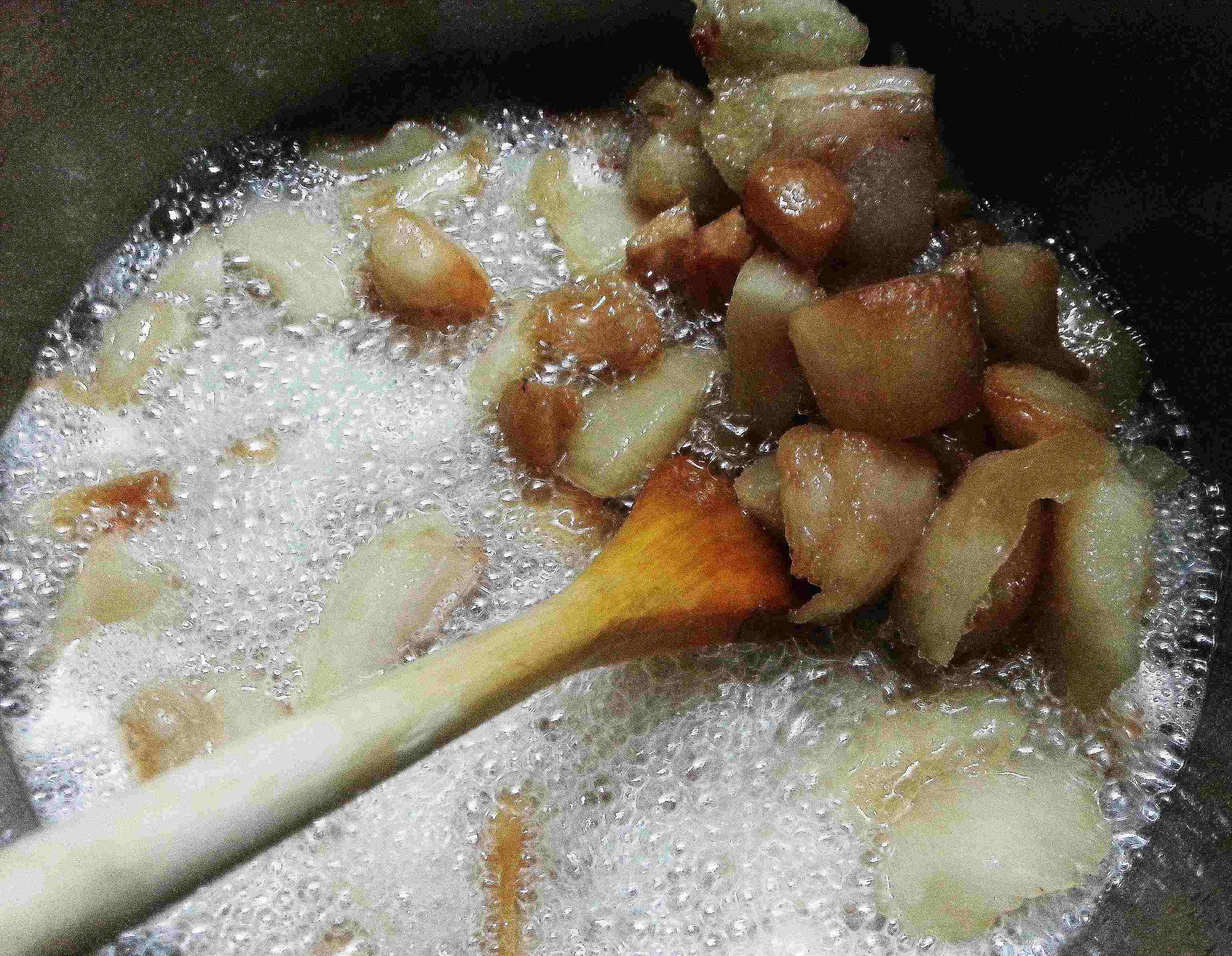
Škvařené sádlo skoro hotové

Průmyslově se sádlo vyrábí takzvanou mokrou cestou, kdy extrakce tuku je prováděna buďto varem ve vodě a následnou dekantací, umožněnou nerozpustností ve vodě, nebo extrakcí vodní parou při vyšší teplotě. V obou případech je výsledný produkt více chuťově neutrální, či méně aromatický, což je vhodné pro určitá použití. Průmyslově vyráběné sádlo je někdy upravováno hydrogenací a příměsemi antioxidantů, jako je například butylhydroxytoluen (BHT).
Labužníci si proto najdou čas na návštěvu specializovaného obchodu, či domácí přípravu. Je však třeba chemicky nekonzervované sádlo chránit před slunečními paprsky a vždy skladovat v chladu. Dále je třeba sádlo škvařit vždy při nízké teplotě, jinak se celý škvařený obsah znehodnotí pachem spáleniny. Při škvaření je třeba se vyvarovat přidávání zbytků masa. Ty někteří kuchaři při škvaření do sádla přidávají, ovšem je to velká chyba.

## Použití
Tématem je také použití sádla v kosmetice, v níž se používá jako pleťová maska. Pro hojení některých druhů jizev je možné okolí zvláčňovat přiměřeným množstvím mastného krému.

## Porovnání s ostatními pokrmovými tuky
|                       | Obsah tuku | Nasycený tuk | Mononenasycený tuk | Polynenasycený tuk | Teplota rozkladu |
| --------------------- | ---------- | ------------ | ------------------ | ------------------ | ---------------- |
| Slunečnicový olej     | 100 g      | 11 g         | 20 g               | 69 g               | 232 °C           |
| Sojový olej           | 100 g      | 16 g         | 23 g               | 58 g               | 232 °C           |
| Olivový olej          | 100 g      | 14 g         | 73 g               | 11 g               | 216 °C           |
| Kukuřičný olej        | 100 g      | 15 g         | 30 g               | 55 g               | 232 °C           |
| Burákový olej         | 100 g      | 17 g         | 46 g               | 32 g               | 232 °C           |
| Rostlinný ztužený tuk | 71 g       | 23 g (34 %)  | 8 g (11 %)         | 37 g (52 %)        | 182 °C           |
| Vepřové sádlo         | 100 g      | 39 g         | 45 g               | 11 g               | 188 °C           |
| Lůj                   | 94 g       | 52 g (55 %)  | 32 g (34 %)        | 3 g (3 %)          | 200 °C           |
| Máslo                 | 81 g       | 51 g (63 %)  | 21 g (26 %)        | 3 g (4 %)          | 177 °C           |

## Galerie

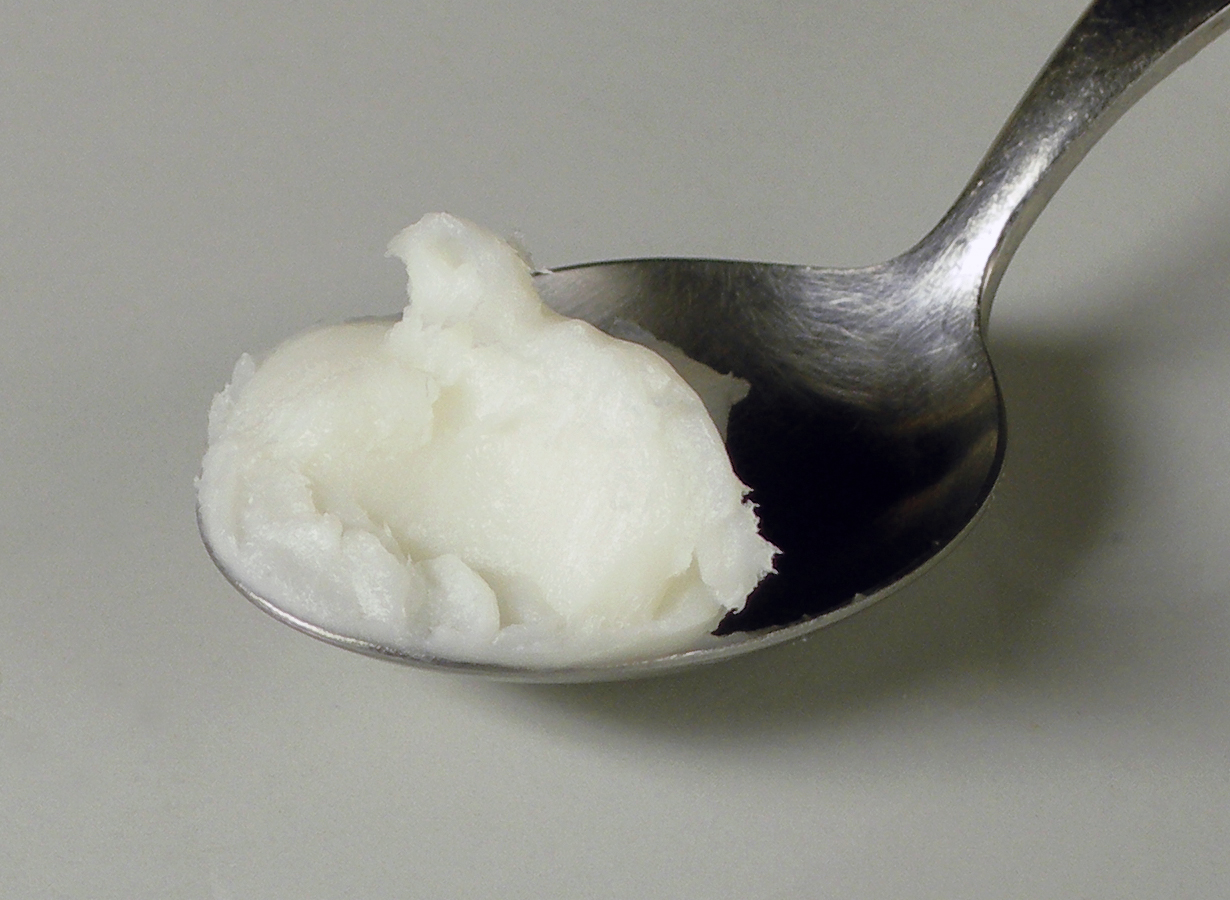
Vepřové sádlo
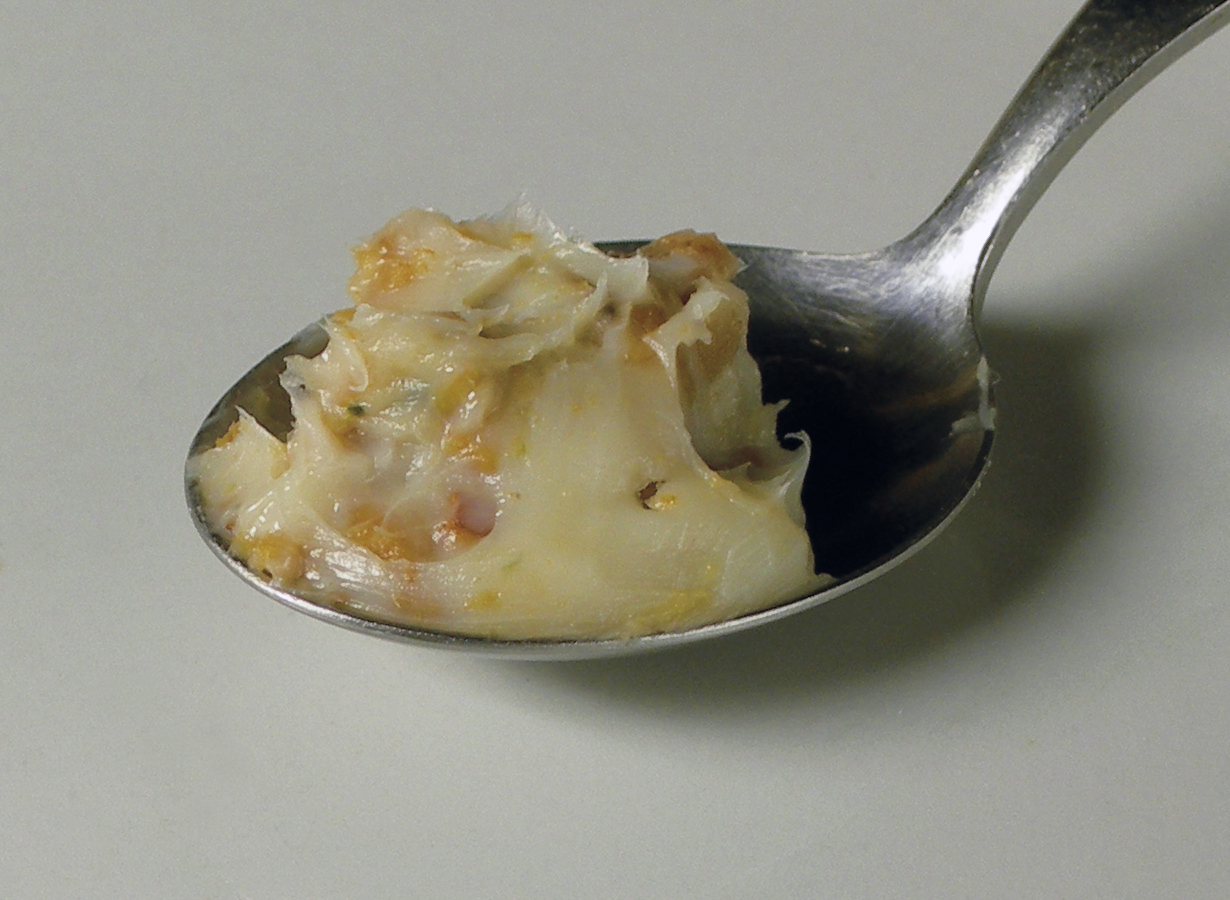
Škvarkové vepřové sádlo
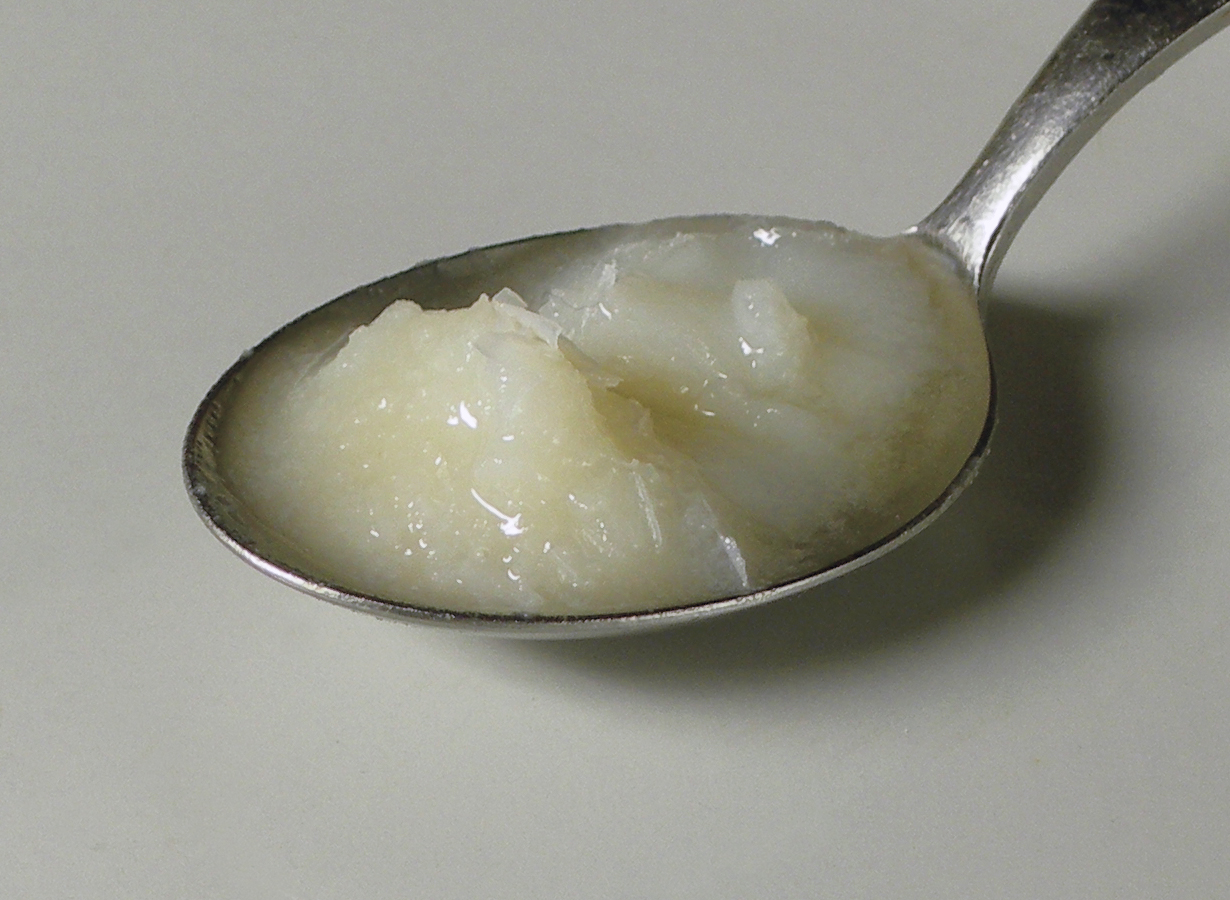
Husí sádlo